# 이건우 (작사가)
이건우(1960년 12월 17일 ~ )는 대한민국의 작사가다.

## 대표작
- 전영록 - 종이학
- 룰라 - 날개 잃은 천사
- DJ DOC - 미녀와 야수 (OK? OK!)
- 김건모 - 스피드
- 태진아 - 사랑은 아무나 하나, 잘났어 정말
- 이승철 - 서쪽 하늘
- 김연자 - 아모르 파티, 블링 블링
- 류산슬 - 합정역5번출구
- 송가인 - 서울의 달, 가인이어라
- 주현미 - 러브레터, 또 만났네요
- 홍자 - 저예요
- 김혜림 - D.D.D
- 김성환 - 약장수